# Treppauf Treppab
Treppauf Treppab (niederl.: Klimmen en dalen) ist eine Lithographie des niederländischen Künstlers und Graphikers M. C. Escher von 1960.

## Beschreibung
Das Bild Treppauf Treppab zeigt eine viereckig konstruierte endlose Treppe auf einer offenen Dachetage eines Hauses. Das Haus hat darüber hinaus einen Innenhof, eine große Freitreppe, Arkaden, Dachterrassen, flache Dachkuppeln, ein Satteldach und einen Turm mit Pyramidendach. Auf einem der Treppenabsätze steht ein zweigeschossiger Pavillon mit Pyramidendach. Am Bild sind 28 mönchsartig gekleidete gleichartige Personen zu sehen. 26 von ihnen sind auf der Dachtreppe aufwärts oder abwärts unterwegs, zwei halten sich abseits: Eine lehnt an der Brüstung einer tiefergelegenen Dachterrasse und blickt hinauf, die andere sitzt abgewandt auf der vorletzten oberen Stufe der Freitreppe.

Animation der Grafik von M.C.Escher Treppauf - Treppab
Die Treppe kann tatsächlich gebaut werden wie man in dem GIF nachvollziehen kann. Von einer bestimmten Perspektive sieht sie endlos aus, wird die Perspektive gewechselt, kann man die Konstruktion erkennen.

## Hintergrund und Deutung
Treppauf Treppab ist nach Vorlage einer Penrose-Treppe entwickelt, eine Motivik der unmöglichen Figuren die Escher auch in anderen Werken verwendete, wie in den Arbeiten „Belvedere“ (1958) und „Wasserfall“ (1961).
Das Werk wurde vom Artikel Impossible Objects: A Special Type of Visual Illusion in der Februarausgabe 1958 des British Journal of Psychology inspiriert. Autoren waren Lionel Penrose und dessen Sohn Roger Penrose. Der Künstler hatte Roger Penrose bereits 1954 in Amsterdam kennengelernt. Er begann seine Arbeit Ende 1959 und beendete sie im März 1960. Die Personen auf der Treppe könnten, wie er erklärte, Mönche oder Sektenmitglieder sein, deren rituelle Pflicht es sein mag, mehrere Stunden täglich auf einer endlosen Treppe hinauf- oder auch wieder hinabzusteigen. Zwei Personen verweigerten sich dem und hielten sich abseits.